# 대한민국 제헌 국회의원 선거 제주도
이 문서는 대한민국 제헌 국회의원 선거의 제주도 지역 개표 결과이다.

## 선거구
| 선거구                  | 선거구역                        |
| ----------------------- | ------------------------------- |
| 북제주군 갑 (제1선거구) | 북제주군 제주읍, 조천읍, 구좌읍 |
| 북제주군 을 (제2선거구) | 북제주군 애월읍, 한림읍, 추자면 |
| 남제주군 (제3선거구)    | 남제주군 일원                   |

## 개표 결과

### 북제주군 갑 (제1선거구)
1949년 5월 10일 실시
|  | 27.70% |

|  | 25.19% |

|  | 22.47% |

|  | 10.75% |

|  | 6.33% |

|  | 5.87% |

|  | 1.65% |

### 북제주군 을 (제2선거구)
1949년 5월 10일 실시
|  | 24.22% |

|  | 19.97% |

|  | 16.88% |

|  | 16.53% |

|  | 8.34% |

|  | 6.12% |

|  | 5.16% |

|  | 2.75% |

### 남제주군 (제3선거구)
1948년 5월 10일 실시
|  | TBA |

|  | TBA |

|  | TBA |

제주 4·3 사건의 여파로 인해 제헌 국회의원 선거 당시 남제주군 선거구에 출마한 후보자의 이름, 정당과 오용국 후보가 당선되었다는 사실만 전해질 뿐 상세한 선거 결과는 알려지지 않았다.

## 당선자
|  | 27.70% |

|  | 24.22% |

## 같이 보기
- 대한민국 제헌 국회
- 대한민국 제헌 국회의원 선거
- 대한민국 제헌 국회의원 목록